# Orchestral Manoeuvres in the Dark
Az  Orchestral Manoeuvres in the Dark (gyakori rövidítése: OMD; az együttes neve  magyar fordításban: zenekari manőverek a sötétben) egy angol szintipop együttes, amelyet 1978-ban alapítottak Wirralban, Merseyside megyében. 

## Alapítói
Az együttes tagjai, az alapító duó Andy McCluskey (ének, basszusgitár) és Paul Humphreys (billentyűs, ének) dalszerzők, valamint Martin Cooper (billentyűs hangszerek, szaxofon) és Stuart Kershaw (dob). Az elektronikus zene úttörőjeként számon tartott OMD, a kísérletező minimalista szellemiséget, egyfajta pop érzékenységgel ötvözte s ezáltal váltak a szintipop kulcsfiguráivá. 
McCluskey és Humphreys az 1980-as években hozta létre Nagy-Britanniában a szinti duó irányzatát. Az MTV által vezérelt úgynevezett második brit zenei invázió korai jelenléte, az Egyesült Államokban jelentősen növelte a brit szintipop és újhullámos előadók népszerűségét. McCluskey és Humphreys 1977 és 1978 között az Id elődzenekart vezették, ahonnan 1979-ben újra felvették az Electricity című számukat az OMD debütáló kislemezeként. A „csalfa” kezdetet és a zenekritikusok bizonyos fokú ellenségeskedését átvészelve, a zenekar Európa-szerte népszerűvé vált az 1980-as, háborúellenes témájú Enola Gay című dallal, majd további elismeréseket szerzett az Architecture & Morality nagylemez és annak három slágerén keresztül. Az 1981-ben megjelent album  szerepel az 1001 lemez, amit hallanod kell, mielőtt meghalsz című könyvben. 
A McCluskey és Humphreys kettősre szinte ráragadt a „szintipop Lennon–McCartney-je” becenév. Bár később újraértékelték, a Dazzle Ships című negyedik stúdióalbumukat (1983), eleinte túlzottan kísérletezőnek tekintették, ami csökkentette az együttes európai népszerűségét. A zenekar egy rádióbarátibb hangzást adott ki a Junk Culture (1984) című albumukkal, s ez az irányváltás nagyobb sikerhez vezetett az Egyesült Államokban is, mely ezután olyan slágereket adott, mint például az If You Leave, az 1986-os Álmodj rózsaszínt című film betétdalaként.
1989-ben a kreatív különbségek következtében Humphreys és más tagok megalakították a Listening Pool spin-off együttest, így McCluskey maradt az OMD egyetlen tagja. Az együttes az 1990-es évek elején új felállással tért vissza, és felfedezte a dance-pop műfajt: Sugar Tax albumuk (1991) és kezdeti kislemezei slágerek voltak Európában, mint például 1989-ben a kreatív különbségek következtében Humphreys és más tagok megalakították a Listening Pool spin-off együttest, így McCluskey maradt az OMD egyetlen tagja. Az együttes az 1990-es évek elején új felállással tért vissza, és felfedezte a dance-pop műfajt: Sugar Tax albumuk (1991) és kezdeti kislemezei slágerek voltak Európában, mint például a Pandora's Box vagy a Sailing On The Seven Seas. Az OMD ezután a gitárorientált grunge és britpop mozgalmak közepette kezdett csapongani, végül 1996-ban feloszlott. McCluskey később megalapította az Atomic Kitten lánycsapatot, amelynek fő dalszerzője és producere volt, míg Humphreys Claudia Brücken énekessel létrehozta a Onetwo duót.
2006-ban az OMD újjáalakult, McCluskey és Humphreys újra felfedezte korai munkájuk kísérleti területét. Bár az OMD-t néha kultikus zenekarként azonosítják, az együttes 14 Top20-as helyezést ért el az Egyesült Királyság albumlistáján, valamint 40 millió lemezt adott el világszerte. 20. századi teljesítményük 18 Top40-es helyezést hozott a brit kislemezlistán, valamint négy Top40 legjobb helyezést az amerikai Billboard Hot 100-on. A történelem egyik legbefolyásosabb szintipop fellépőjeként leírt OMD számos művészt inspirált világszerte.

## Története

### 1975–1979: Korai évek
Az együttes alapítói Andy McCluskey és Paul Humphreys az 1960-as évek elején a meolsi általános iskolában ismerkedtek meg, majd az 1970-es évek közepén, tinédzserként különböző helyi zenekarokban vettek részt, de akkoriban népszerű gitárok által vezérelt rock és macsó attitűd iránti ellenszenv, barátokká kovácsolta őket.
1975-ben McCluskey megalakította az Equinox zenekart, melyben basszusgitárosként és énekesként vállalt szerepet, míg iskolatársa, Malcolm Holmes a doboknál ül , Humphreys pedig roadie volt. Ez idő alatt McCluskey és Humphreys felfedezték elektronikus stílusukat, amelyet a német Kraftwerk együttes ihletett.
Az Equinox után McCluskey a Pegazus csatlakozott, majd később a rövid életű Hitlerz Underpantz-hoz, Humphreys mellé.
McCluskey általában énekelt és basszusgitáron játszott; Az elektronika rajongó Humphreys, aki osztotta McCluskey elektronikus zene iránti szeretetét, billentyűs szakon végzett.
1977 szeptemberében McCluskey és Humphreys összeállította a héttagú (három énekes, két gitáros, basszusgitáros, dobos és billentyűs), Id együttest, melynek felállásában Malcolm Holmes dobos és McCluskey barátnője, Julia Kneale énekelt. A csoport rendszeresen koncertezni kezdett Merseyside környékén, eredeti anyagokat adva elő (amelyeket nagyrészt McCluskey és Humphreys írt). Elég sok rajongójuk volt a színen és egyik számuk (Julia's Song) felkerült a helyi bandák Street to Street – A Liverpool Album (1979) című válogatásalbumára. Eközben Humphreys és McCluskey együttműködött a VCL XI mellékprojektben, amelynek nevét a Kraftwerk Radio-Aktivität (1975) ötödik stúdióalbumának hátlapján lévő diagramból adaptálták, amelyen a VCL 11 felirat szerepel. Ez a projekt lehetővé tette számukra, hogy folytassák felületes elektronikus kísérleteiket.
1978 augusztusában az Id zenei nézeteltérések miatt feloszlott. Ugyanebben a hónapban McCluskey énekesként csatlakozott a wirrali szintipop csapathoz, a Dalek I Love You-hoz, ahonnan szeptemberben már ki is lépett. Még abban a hónapban újra csatlakozott a Humphreys-hez, és VCL XI projektjüket Orchestral Maneuvers in the Dark névre keresztelték. A nevet McCluskey hálószobájának falára írt dalszövegek és ötletek listájából szedték össze; és az zenekar nevét, eredetileg csak egy koncert erejéig találták ki, hogy ne tévesszék össze őket egy punkzenekarral. McCluskey azóta sajnálatát fejezte ki amiatt, hogy „ilyen nagyon ostoba nevet” választott. Humphreys és McCluskey ellentétes személyiségei alapozták meg a zenekar dinamikáját, az előbbi szerint "két Paul nem csinálna semmit, két Andy pedig megölné egymást."

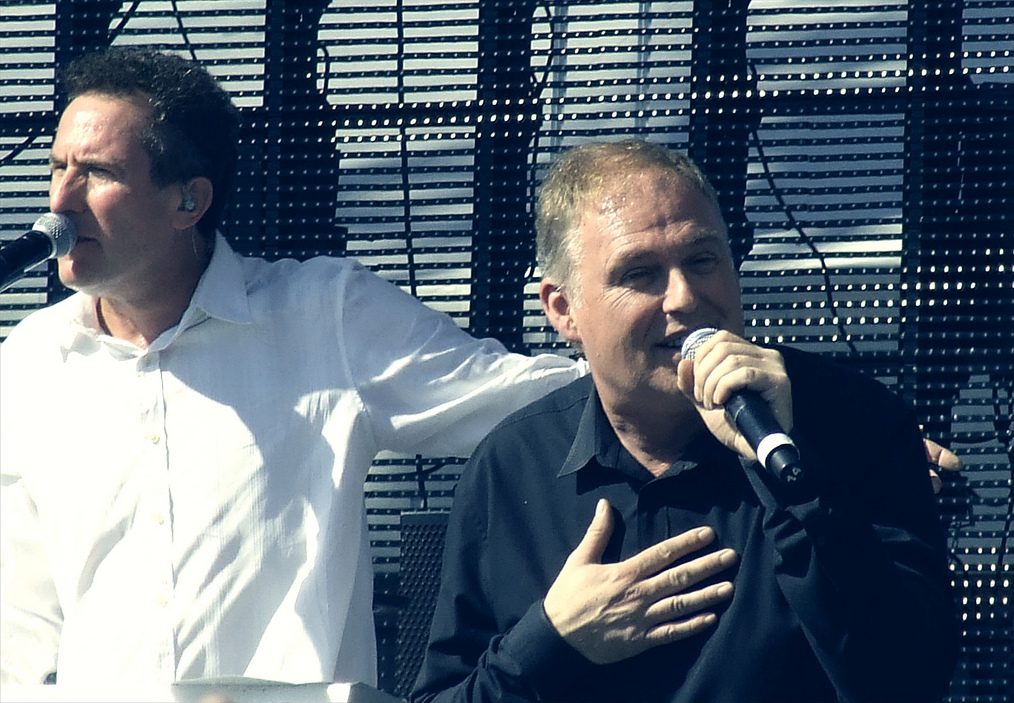
Az alapítók: Andy McCluskey (balra) és Paul Humphreys fellépés közben a mexikóvárosi Corona Capitalban (2011)

Kreatív szerepeiket a továbbiakban The Surgeon (A sebész)-ként (Humphreys) és The Butcher (A hentes)-ként (McCluskey) írták le. Munkásosztálybeli fiatalokként  az OMD korlátozott költségvetéssel rendelkezett, ezért használt ún. „junk-shop”-ban vásárolt hangszerekkel dolgozott, köztük egy balkezes basszusgitárt, amelyen McCluskey megfordítva, „fejjel lefelé” játszott.
De a páros saját készülékeket is készített, Humphreys "áramköri lapjaihoz nagynénje kibuherált rádióiból csinált dolgokat." Végül beszereztek egy alap "Korg M-500 Micro Preset" szintetizátort, amelyet McCluskey anyja postai rendelési katalógusán keresztül vásároltak heti 7,76 fontért, 36 héten keresztül fizetve.
Az OMD duóként kezdett rendszeresen fellépni, egy "TEAC" magnóról "Winston"-ra keresztelt (George Orwell 1984 című regényének antihőse után) lejátszott háttérszámokra. Debütáló fellépésük 1978 októberében volt a liverpooli Eric's Clubban.
A brit popzene elektronikus új hullámának küszöbén találták magukat, és kiadtak egy egyszeri kislemezt, az Electricity-t a független Factory Records kiadóval. 
A kislemez borítóját Peter Saville tervezte, akinek jellegzetes grafikája hozzájárult az OMD nyilvános imázsához az 1980-as években.
Az Electricity a feltörekvő szintipop mozgalom egyik meghatározó kiadványa lett, és ahhoz vezetett, hogy a banda hét albumra szóló felvételi szerződést kapott a Dindisc-kel, több mint 250 000 angol font értékben.
1979-ben az OMD-t felkérték, hogy támogassa Gary Numant első nagy brit turnéján. Később Numan támogatta az OMD-t egy 1993-as brit aréna turnén.

### 1980–1988: A klasszikus felállás
McCluskey és Humphreys a névadó debütáló albumuk az Orchestral Maneuvers in the Dark (1980) felvételére Dindisct brit lemezkiadótól kapott előleget de ahelyett, hogy stúdió időt vásároltak volna, az összeget a saját liverpooli a Gramophone Suite névre keresztelt hangstúdiójuk felépítésére fordították.Úgy gondolták, hogyha a csalódást keltő eladások miatt a kiadó nem támogatja tovább őket, legalább lesz egy saját stúdiójuk.
Első nagylemezük hangzása nyers, de dallamos szintipop hangzása volt. A Dindisc gondoskodott arról, hogy a Messages című dalt újra felvegyék (producer: Mike Howlett, a Gong basszusgitárosa) és kislemezként adják ki. Ez lett az együttes első slágere. A szám videóklipjében még szerepel a Dalek I Love You zenekarban is játszott Dave Hughes dobos, aki 1980 végén távozott az OMD-től.
Még ugyanebben az évben megjelent az együttes második stúdióalbuma, az Organization. A cím utal a Kraftwerket megelőző zenekarra, amelyet a Kraftwerk eredeti tagjai, Florian Schneider és Ralf Hütter alapítottak. A projektben Humphreys, McCluskey és az OMD eredeti dobosa Malcolm Holmes vett részt, a producer pedig ismét Howlett volt. Az album zeneileg komorabb hangulatot kapott, amelyet nagyrészt a Joy Division énekese és egyik alapítója Ian Curtis tragikus halála ihletett.
A studióalbum tartalmazza az Enola Gay  című háborúellenes slágert, amely a Hirosimára atombombát dobó repülőgépről kapta a nevét. A dalt eredetileg a debütáló stúdióalbumra akarták felvenni, de a végső válogatásnál kimaradt. Az album turnéján immár négytagú banda vett részt: Martin Coopert billentyűs feladatokra toborozták és hivatalos csoporttagnak nevezték be.

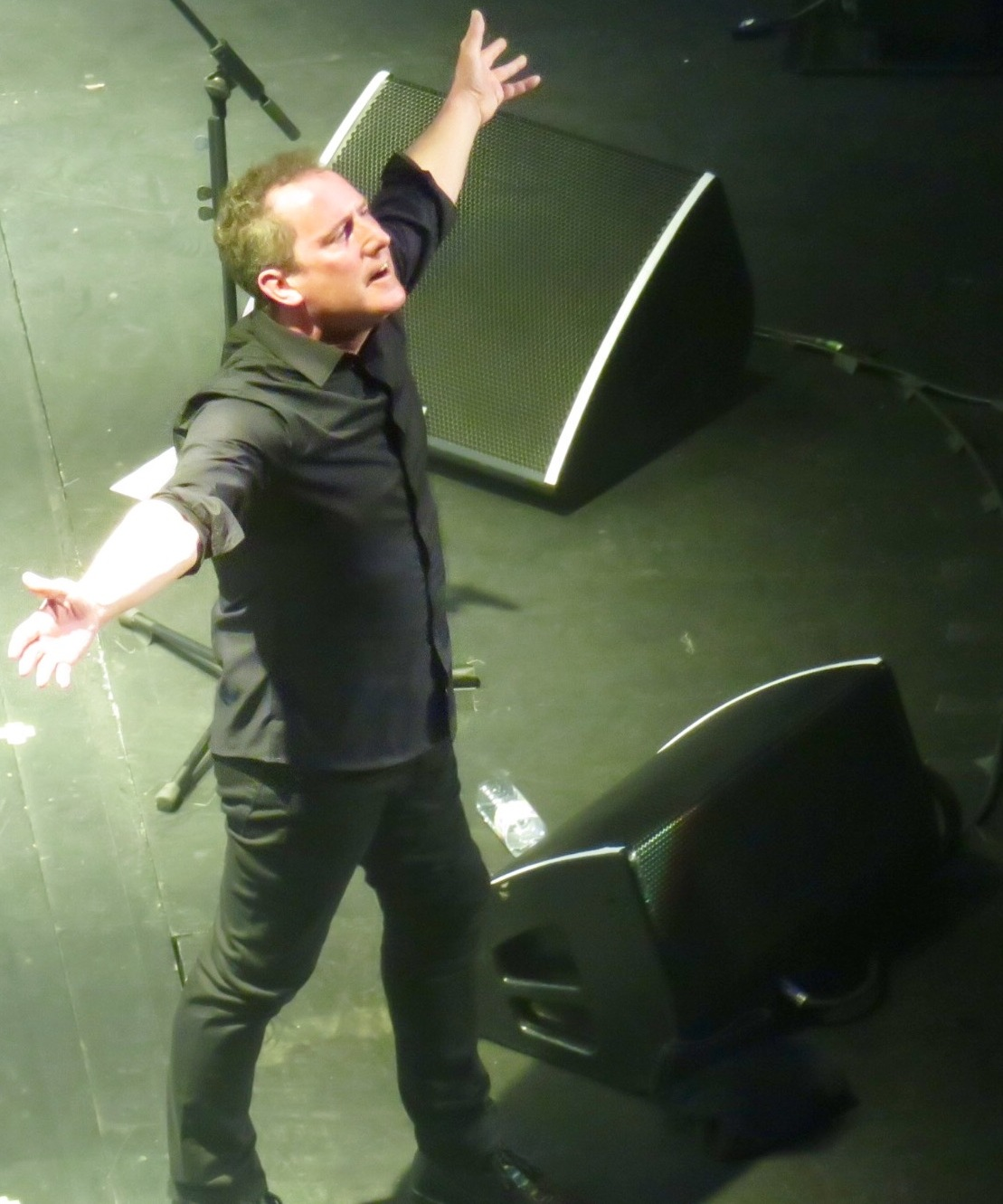
Andy McCluskey 2016 májusában, a Royal Albert Hall-ban

A McCluskey/Humphreys/Cooper/Holmes egységet a banda klasszikus felállásaként tekintik. 
1981 elején a Record Mirror olvasói az OMD-t 1980 negyedik legjobb zenekarának és nyolcadik legjobb élő fellépőjének választották; a New Musical Express és a Sounds olvasói az év nyolcadik, illetve a 10. legjobb új előadójának választották az együttest. A "Smash Hits" brit magazin pedig 1980 ötödik legjobb együttesének és 1981-ben a nyolcadik legmenőbb új előadójának is megválasztották.
Ezután Cooper és Humphreys közösen, megírták a Souvenir című dalt, amely az OMD addigi legnagyobb brit slágere lett.
A zenekar harmadik stúdióalbuma az Architecture & Morality 1981 novemberében jelent meg az Egyesült Királyságban és Európában, amely kereskedelmileg a legsikeresebb stúdióalbumuk lett.
Az albumon az OMD eredeti szintipop hangzását a mellotron használatával egészítette ki, valamint egyéb hangszínekkel bővítették palettájukat. Az album további két slágere, a Joan of Arc és a Maid of Orleans, amely 1982 legnagyobb példányszámban eladott kislemeze lett Németországban. Mindkét dal eredeti címe Joan of Arc volt, de az utóbbi kislemez nevét a kiadók ragaszkodására és a félreértések elkerülése végett Maid of Orleans-ra (The Waltz Joan of Arc) változtatták. 
A Smash Hits olvasói az OMD-t 1981 hetedik legjobb együttesének választotta, míg a Record Mirror olvasói a nyolcadik legjobb zenekarnak, valamint a 10. legjobb "új előadónak" és a harmadik legjobb élő fellépőnek választották.
Az együttes 1982-ben közel állt a feloszláshoz. McCluskey később azt mondta: "Soha nem számítottunk a sikerre, kimerültek voltunk." 1983-ban az OMD kereskedelmileg némileg elvesztette lendületét, amikor megjelent a kísérletezőbb negyedik stúdióalbumuk, a Dazzle Ships. Az album egy részét a londoni Mayfair Stúdióban rögzítették. McCluskey a Kraftwerk Radio-Activity-jét(1975) említette, mint a lemez kulcsfontosságú hatását.
A nagylemezt a Virgin Records adta ki a fiktív Telegraph kiadó leple alatt, hogy fenntartsa annak imázsát, hogy a zenekar egy független kiadóhoz szerződött. A borítót az OMD régi munkatársa Peter Saville készítette, melyet Edward Wadsworth (1889-1949) angol vorticista festő 1919-es alkotása a Dazzle-ships in Dry Dock at Liverpool (Kápráztató hajók a liverpooli szárazdokkban) című festménye inspirálta és amely nem csak az album grafikáját hanem a címét is ihlette. A lemez melankolikus szintiballadákat és gyors tempójú szintipop zenét kever, különboző rövidhullámú  rádiós hangkollázsokkal. A viszonylagos kereskedelmi kudarc Humphreys és McCluskey bizalmi válságát idézte elő.
Következő stúdióalbumuk, az 1984-es Junk Culture  egy pop-stílusú hangzás felé mozdult el és a banda olyan digitális mintavételező billentyűzeteket használt, mint a Fairlight CMI és az emulátor. Az album sikeres lett, ami megnyugtatta a tagokat, az új irány helyességéről. A Locomotion kislemez  visszahozta őket az Egyesült Királyság legjobb öt együttesei közé. A Record Mirror olvasói pedig az OMD-t 1984 nyolcadik legjobb élő fellépésének választották.
1985-ben a zenekar Graham Weir (gitár, billentyűs hangszerek, harsona) és Neil Weir (billentyűs hangszerek, trombita, basszusgitár) fivérek belépésével szextetté bővült és kiadták hatodik stúdióalbumukat, a Crush-t, amelynek producere Stephen Hague volt. A nagylemez első száma a So in Love, az Egyesült Államokban elérte első Billboard Hot 100-as sikerét, amikor feljutott a 26. helyre. Ez némi sikerhez vezetett a Crush számára, amely bekerült az amerikai Top 40-be. Még ebben az évben felkérték az együttest, hogy írjanak dalt John Hughes, Pretty in Pink (1986) című filmjéhez. Felajánlották a Goddess of Love című dalukat, de a film végén a tesztközönség negatív válasza miatt, az OMD kevesebb, mint 24 óra leforgása alatt megírta az If You Leave-t, amely az öt legjobb sláger közé került az Egyesült Államokban, Kanadában és Új-Zélandon.
1986 szeptemberében ugyanez a hattagú felállás kiadta hetedik stúdióalbumát, a The Pacific Age címmel, de az együttes kritikai és nyilvános népszerűsége az Egyesült Királyságban jelentősen csökkent. Az album első kislemeze, a (Forever) Live and Die Európa-szerte a tíz legjobb sláger közé került, az Egyesült Királyságban és az Egyesült Államokban pedig bekerült a legjobb Top20-ba.
1988 januárjában jelentették meg első válogatásalbumukat The Best of OMD címmel, 

rajta a Dreaming című dallal amely nagy sikert aratott az Egyesült Államokban: 16. helyre került a Billboard Hot 100-on. Ez év június 18-án a Depeche Mode világkörüli turnéjának (Music for the Masses Tour) előzenekaraként lépett fel a kaliforniai Pasadénában, ahol a Rose Bowl stadionban több mint hatvan ezer embernek előtt játszottak.
Graham és Neil Weir az 1988-as amerikai turné végén elhagyta a zenekart.

### 1989–1996: A McCluskey vezette OMD és az együttes feloszlása
Az OMD úgy tűnt készen áll az amekikai siker megszilárdítására, amikor egy másik tag Paul Humphreys McCluskey-val való személyes és kreatív nézeteltérések miatt, 1989-ben kilépett a zenekarból. 
Ezután Cooper és Holmes is otthagyta az OMD-t, hogy csatlakozzon Humphreyshez egy új együttes, a Listening Pool megalapításában. McCluskey így emlékezett erre vissza: "Mindannyian egyetértettünk abban, hogy valami nincs rendben. Hogyan lehet helyrehozni ott, ahol nem értünk egyet?" Így McCluskey csak egyedül folytathatta és lényegében az OMD zászlaja alatt dolgozó szólóművész lett. McCluskey első albuma az új OMD-től a Sugar Tax című dance-pop stúdióalbum volt, amely 1991 májusában jelent meg. Az album a zenekar egyik legnagyobb kereskedelmi sikere lett és 3. helyen végzett az Egyesült Királyság hivatalos albumlistáján.
A Sugar Tax az akkoriban elterjedt műfaj a dance-pop felé hajlik. McCluskey dalszövegírására pedig időnként a Humphreyshez fűződő kapcsolatának megromlása is hatással volt. McCluskey a Sugar Tax elkészítéséhez liverpooli zenészeket (Lloyd Massett, Stuart Kershaw, Nathalie Loates) toborzott munkatársként, gondosan megkülönböztetve a dalszerzői jóváírásokat az OMD (azaz McCluskey) és az OMD/Kershaw/Massett által írt dalok között. A csoportnak ez az együttműködése kezdetben sikeres volt, olyan slágerekkel, mint a Sailing on the Seven Seas és a Pandora's Box, kisebb sikerrel a Call My Name és a Then You Turn Away. 
1990 végétől McCluskey élőzenekarát Nigel Ipinson (billentyűs), Phil Coxon (billentyűs) és Abe Juckes (dob) alkotta. A Smash Hits olvasói az OMD-t 1991 hatodik legjobb brit együttesének választotta.

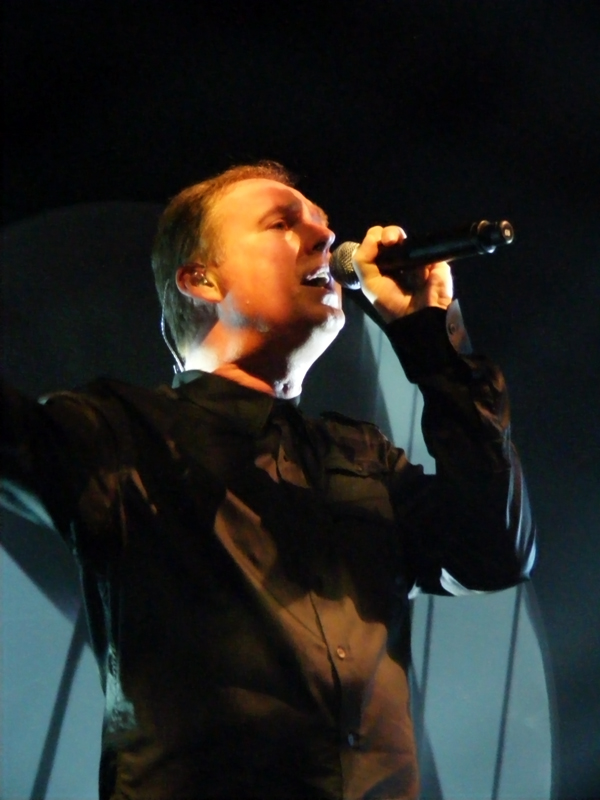
Paul Humphreys 2008-ban

Az együttes következő stúdióalbuma az 1993 májusában megjelent Liberator, amely tovább merészkedett a táncterületre. A brit albumlistán a 14. helyezést érte el. Az album első kislemeze a Stand Above Me a 21. helyen végzett az Egyesült Királyság kislemezlistáján. A következő kislemez a Dream of Me, a lista 24. helyén, míg az Everyday című kislemez, melyen Paul Humphreys társíróként szerepel, az 59. helyen végzett a brit listán.
A Liberator ötödik száma, a Dream of Me a Love Unlimited Orchestra Love's Theme című dalát használta alapul, amely Barry White 1973-ban készített instrumentális szerzeménye. A szám OMD kislemezként való kiadásához McCluskeynak bele kellett egyeznie, hogy a kislemez kiadásával eltávolítja a tényleges Love's Theme mintát és dal címe hivatalosan Dream of Me (Based on Love's Theme) lett, elismerést adva White-nak. Még 1993-ban McCluskey közreműködött az Elektric Music formáció Esperanto című albumán, amely Karl Bartos volt Kraftwerk-tag projektje.
McCluskey 1996-ban változó zenészekkel tért vissza az organikusabb "Universal"  című tizedik OMD stúdióalbummal, melyben két Humphreys által közösen írt dal, valamint az Esperanto viszonzásaként, egy dal erejéig Karl Bartos társszerzőként szerepel. Öt év után az OMD a Walking on the Milky Way című kislemezével ismét bejutott a Top20-ba. Noha a Liberator és a Universal albumokon szerepeltek kisebb slágerek, ennek ellenére McCluskey 1996 végén visszavonult az OMD-től, miután a grunge és a britpop mozgalmak közepette hanyatló közérdeklődésbe ütközött. A frusztráció oka különösen a Walking on the Milky Way szerény kereskedelmi sikere volt, amelyre McCluskey azt mondta, hogy „vért izzadt” és úgy vélte, hogy „hogy ennél jobb dalt nem is írhatott volna”. Azonban a számot a BBC Radio 1 nem vette fel a lejátszási listájára. McCluskey azt mondta: „Teszek rá, ezért nem fogom a fejem a falba verni.”
1998-ban megjelent egy második kislemezalbum The OMD Singles címmel, 
valamint egy EP, The OMD Remixes címmel, olyan DJ-k remixelt anyagaival mint Sash! és Moby.
Az OMD társalapítója, Paul Humphreys, aki 1989-ben távozott a csoportból, két szám erejéig (Very Close to Far Away és az If You're Still in Love with Me) társíróként szolgált az albumon. Ez volt Humphreys első dalszerzői együttműködése McCluskey-val, mióta elhagyta a zenekart.
1996 után McCluskey úgy döntött, hogy olyan liverpooli előadók dalírására összpontosít, mint az Atomic Kitten vagy a Genie Queen, és a Motor Museum stúdiójából új merseyside-i előadókat próbál támogatni. Mialatt McCluskey másokkal foglalatoskodott, Humphreys úgy döntött, hogy új zenei partnerével, Claudia Brückennel (a Propaganda német szintipop együttesből) dolgozik együtt Onetwo néven. Humphreys közben „az OMD zászlaja alatt” turnézott az Egyesült Államokban.

### 2006–2012: Az OMD visszatérése és újrakevert kiadások

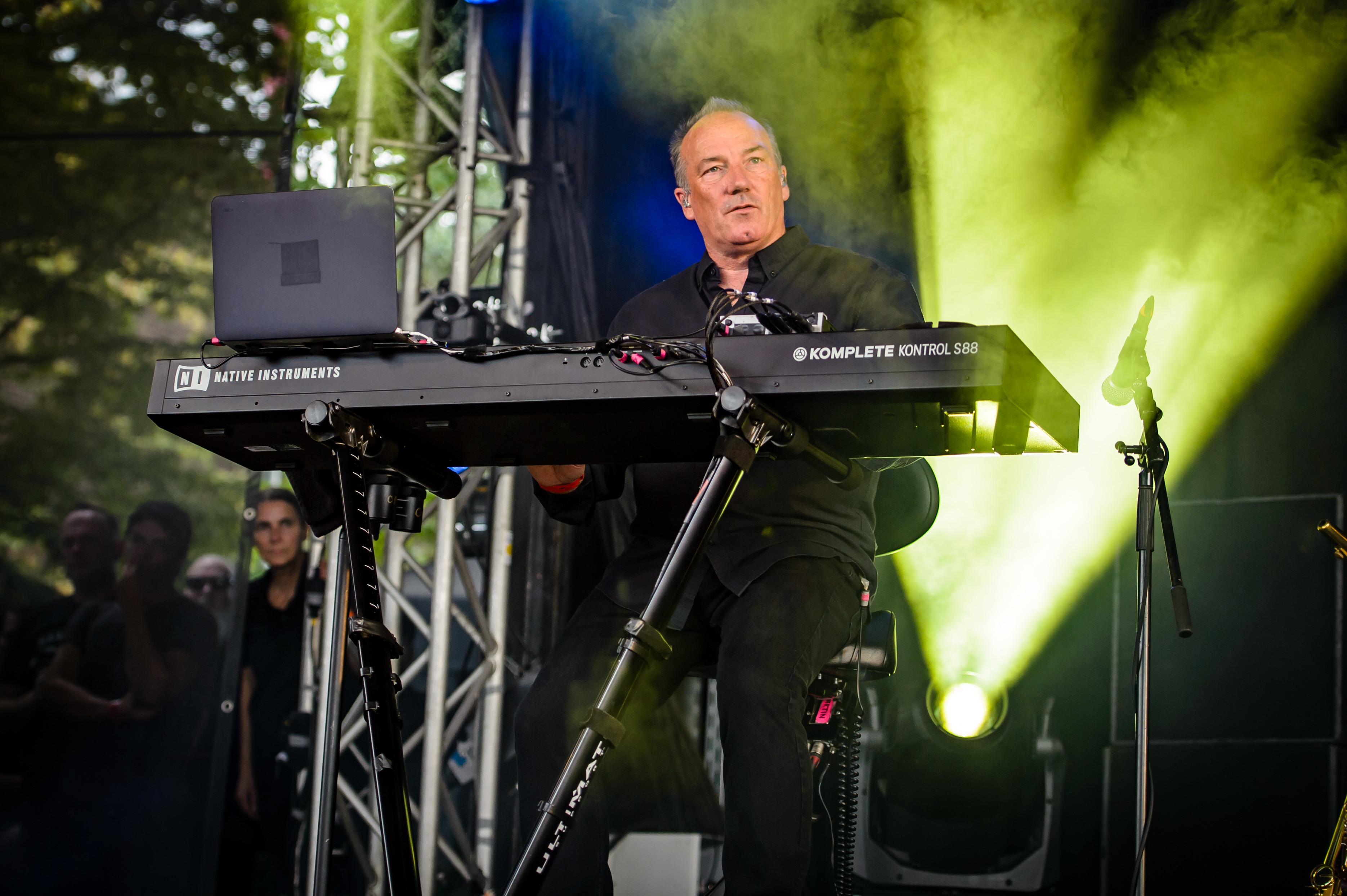
Martin Cooper 2018-ban, a kölni "Amphi Fesztivál"on

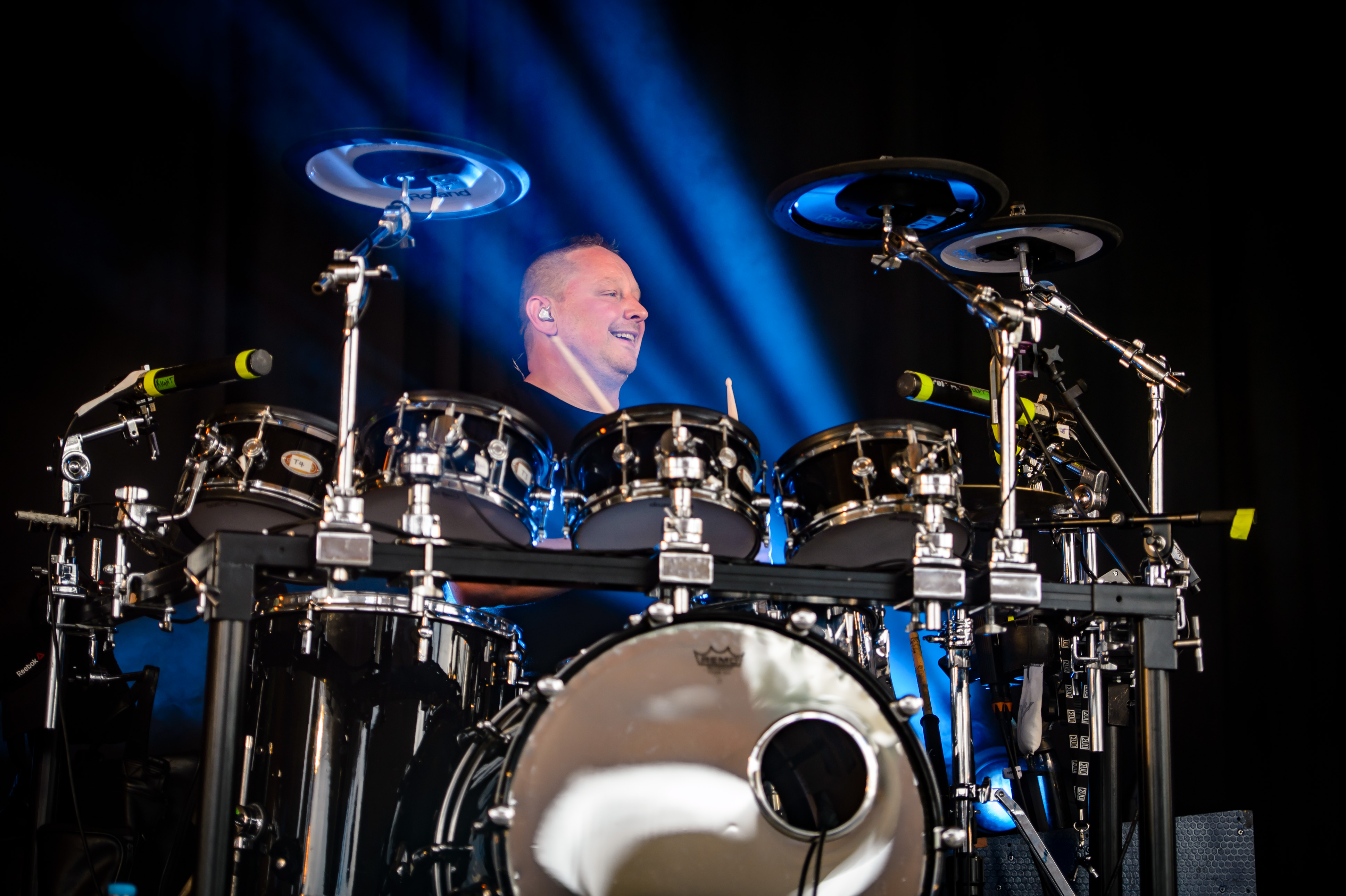
Stuart Kershaw a doboknál 2018-ban

Egy német televíziós műsor váratlan fellépési kérése arra késztette a zenekart, hogy újraegyesüljenek. 2006. január 1-én McCluskey bejelentette, hogy megreformálja az OMD-t McCluskey, Humphreys, Holmes és Cooper „klasszikus” felállásával. Az eredeti tervek szerint, az Architecture & Morality stúdióalbummal és más 1983 előtti anyagaival turnéznak, majd kiadnak egy új stúdióalbumot. 2007 májusában kiadták az Architecture & Morality újrakevert változatát, majd az együttes egész májusban és júniusban turnézott. Előadásainak első felét az Architecture & Morality album újrakevert változataiból adták, a koncertek második felében pedig a legismertebb slágereikből válogattak.
2008 tavaszán megjelent a 2007-es turné élő felvételeit tartalmazó CD és DVD, az OMD Live: Architecture & Morality & More, amelyet a londoni Hammersmith Apollo-ban rögzítettek. Megjelent a Dazzle Ships Sablon:Szam. évfordulós újrakiadása is, rajta hat bónuszdallal.
2009 júniusában a Royal Liverpool Philharmonic-val adtak zenekari koncertet Liverpoolban, melynek felvétele 2009 decemberben DVD-n is megjelent.
2010 júniusában ők voltak a főszereplői, Nagy-Britannia első Vintage Computer Fesztiváljának.
2010 szeptemberében megjelentetik tizenegyedik stúdióalbumukat History of Modern címmel, mely a 28. helyezést érte el az Egyesült Királyság albumlistáján. Ezután európai turnén vettek részt, majd szeptember 28-án az  OMD különleges vendégként lépett fel a The Buggles "első koncertjén".
2011 márciusában az OMD 1988 óta először, eredeti felállásban vitte véghez első észak-amerikai turnéját. 2011 novemberében az OMD visszatért a stúdióba és elkezdett dolgozni következő English Electric című albumán. 2012. március 12-én a zenekar a Fülöp-szigeteken adott koncertet a Smart Araneta Coliseumban Quezon Cityben, augusztusban pedig a dél-afrikai közönség előtt lépett fel Fokvárosban és Johannesburgban.

### 2013–2019: Visszatérés a csúcsra
„Az OMD-ben most az a legáldottabb dolog... hogy olyan, mintha újra 19 éves lennél. Azt csinálhatunk, amit csak akarunk.”

– Andy McCluskey

2013-ban az OMD fellépett a Coachella Zenei és Művészeti Fesztiválon a kaliforniai Indióban.
2013. március 25-én pedig megjelent a Metroland című kislemez, az első a hamarosan megjelenő English Electric stúdióalbumról. A nagylemez április 8-án jelent meg az Egyesült Királyságban és a brit albumlistán a 12. helyen, a német listán pedig a 10. helyen szerepelt. Mind az albumról, mind a koncertjeikről általában pozitív értékelések születtek.
Az OMD 2016. május 9-én egyszeri koncertet adott a londoni Royal Albert Hallban teltházas közönség előtt. A koncertet rögzítették és közvetlenül a bemutató után dupla CD-n is elérhetővé tették.  
A zenekar együttműködött Gary Barlow-val, Taron Egertonnal és Hugh Jackmannel a Thrill Me című OMD-dalon, amelyet Barlow és McCluskey közösen írt az Eddie the Eagle című 2015-ös film zenéjéhez.  
2015 októberében kezdődtek meg a tizenharmadik stúdióalbumuk, a The Punishment of Luxury  munkálatai, amely 2017. szeptember 1-jén jelent meg, és a brit albumlistán az előkelő 4. helyet érte el.
Az OMD ezután Európát és Észak-Amerikát turnézta végig az album népszerűsítése érdekében, ahol Stuart Kershaw váltotta Holmest a zenekar dobosaként, utóbbi egészségügyi problémái miatt.
2018-ban az OMD kiadott egy könyvet Pretending to See the Future címmel, amely első személyes "önéletrajz" a zenekarról. A rajongók által beküldött emlékek keveredtek McCluskey, Humphreys, Cooper, Holmes és Kershaw kommentárjaival.
Az együttes fennállásának 40. évfordulója ünneplésének részeként, 2019-ben brit és európai turnéra indultak.
Az OMD elnyerte az „Év együttese” és az „Év élő fellépése” díjat a 2019-es Classic Pop brit zenei magazin olvasóinak díját (Classic Pop Reader Awards).
A 40 éves jubileum alkalmából Souvenir címmel egy visszatekintő deluxe box szett is megjelent, amely kollekció a zenekar negyven kislemezét tartalmazza, köztük egy új szerzeményt, amely a Don't Go címet viseli.

### 2020–jelenleg: Bauhaus Staircase

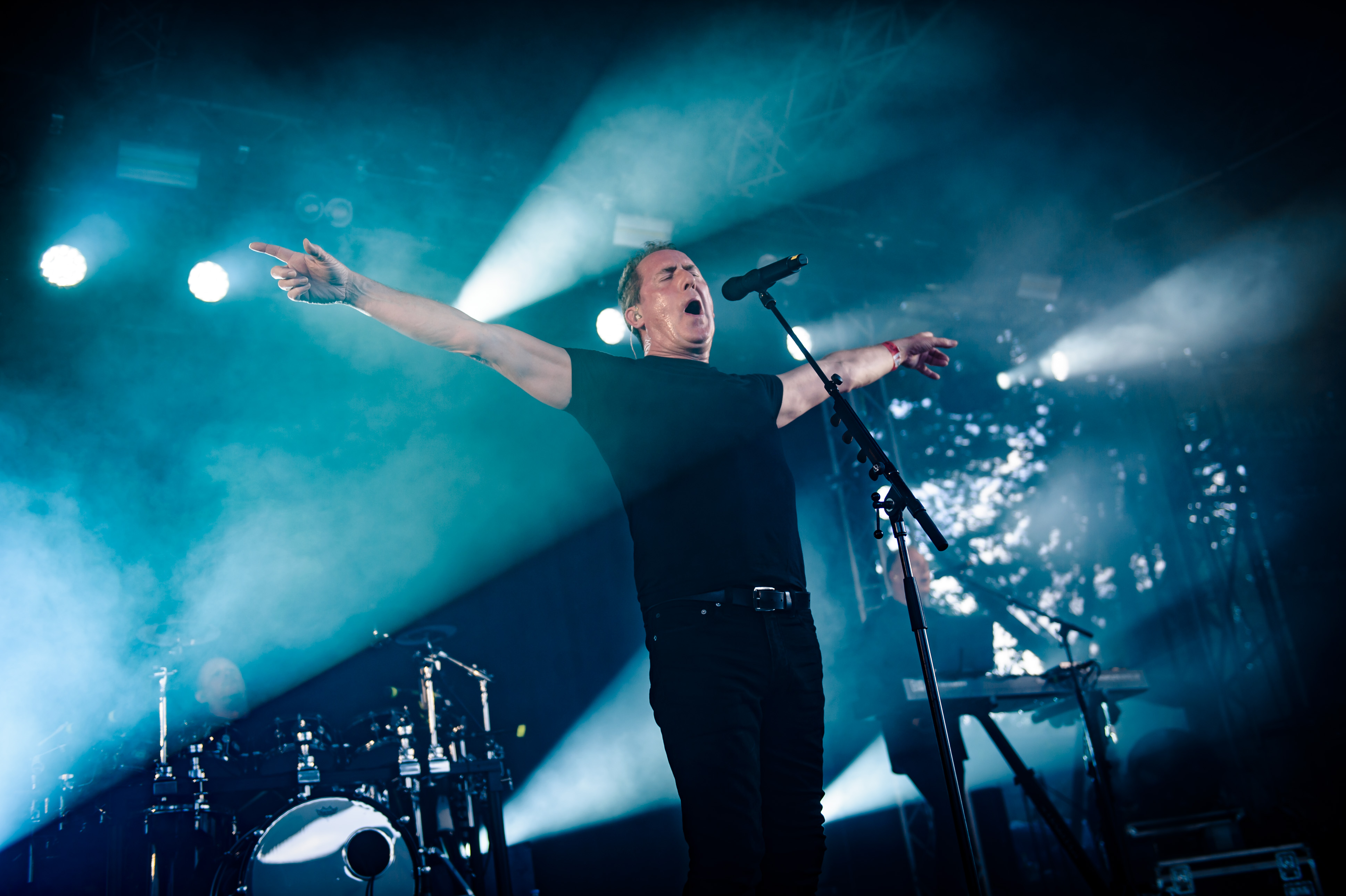
Andy McCluskey 2018-ban

A 2020 márciusában bevezetett Covid19-zárlat alatt, McCluskey „újra felfedezte az unalom kreatív erejét” és elkezdett anyagokat írni az OMD következő stúdióalbumához. Októberben az együttes visszatért az élő fellépéshez egy korlátozott befogadóképességű koncerttel, a londoni O2 Arénában. Az eseményt online is közvetítették.
2021-ben a Souvenir box szettjét jelölték a „Legjobb történelmi album” kategóriában a Grammy-díjátadón.
Ugyanebben az évben az OMD egy brit turnéval ünnepelte az 1981-es Architecture & Morality 40. évfordulóját és kiadott egy tripla bakelit készletet az album kislemezeiből.
2023 márciusában jelentették be az 1983-as Dazzle Ships egy újabb kiadását, amely korábban nem hallott felvételeket is tartalmaz.
Az OMD tizennegyedik stúdióalbuma, a Bauhaus Staircase 2023. október 27-én jelent meg, 
 amelyről McCluskey azt mondta, hogy valószínűleg ez lesz a zenekar utolsó nagylemeze. Az albumot augusztus 22-én egy kislemez, a címadó dal előzte meg.

## Diszkográfia
- Orchestral Manoeuvres in the Dark (1980)
- Organisation (1980)
- Architecture & Morality (1981)
- Dazzle Ships (1983)
- Junk Culture (1984)
- Crush (1985)
- The Pacific Age (1986)
- Sugar Tax (1991)
- Liberator (1993)
- Universal (1996)
- History of Modern (2010)
- English Electric (2013)
- The Punishment of Luxury (2017)
- Bauhaus Staircase (2023)

## Fordítás
- Ez a szócikk részben vagy egészben  az   Orchestral Manoeuvres in the Dark című angol Wikipédia-szócikk fordításán alapul.  Az eredeti cikk szerkesztőit annak laptörténete sorolja fel. Ez a jelzés csupán a megfogalmazás eredetét és a szerzői jogokat jelzi, nem szolgál a cikkben szereplő információk forrásmegjelöléseként.